# Vasas-Hird megállóhely
Vasas-Hird megállóhely Pécs Hird városrészében található megszűnt vasúti megállóhely a Pécs–Bátaszék-vasútvonalon, melyet a MÁV üzemeltetett.

## Története
A vonalon 1911. július 1-jén indult el a forgalom, Vasas-Hirdet is ekkor adták át.
2009. december 13-ától a vasútvonalon megszűnt a személyszállítás.

## Megközelítése
A megállóhely Pécs hirdi városrészének északi részén, Újtelep központjában található a Szövőgyár utca és a Hirdi út találkozásánál. Az alábbi autóbuszjáratok közlekednek itt:
- Szövőgyár utca:  13, 13E, 13Y, 60A, 104A, 104E, 104Y

## Kapcsolódó állomások
A megállóhelyhez az alábbi állomások vannak a legközelebb:
- Pécs-Vasas megállóhely
- Hosszúhetény megállóhely

## Forgalom
Megszűnése előtt a vonalon napi 5-6 vonatpár közlekedett, Vasas-Hirden minden szerelvény megállt.